# Taurotagus gabunensis
Taurotagus gabunensis är en skalbaggsart som beskrevs av Karl Adlbauer 2005. Taurotagus gabunensis ingår i släktet Taurotagus och familjen långhorningar.
Artens utbredningsområde är Gabon. Inga underarter finns listade i Catalogue of Life.